# František Kratochvíl (Politiker)

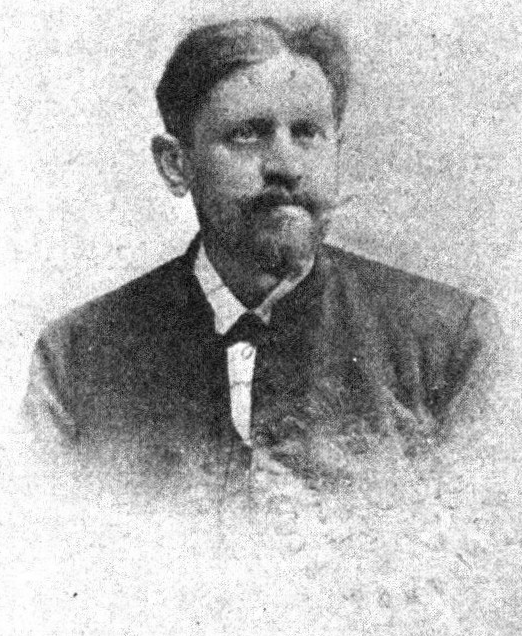
František Kratochvíl

František Kratochvíl (* 31. Juli 1858 oder 28. Juli 1857 in Wien; † 20. Jänner 1932 in Prag) war ein tschechischer Politiker und Schlossermeister. Er war Abgeordneter zum Österreichischen Abgeordnetenhaus und Abgeordneter zum Böhmischen Landtag.

## Leben
Kratochvíl besuchte die Volksschule und wechselte danach an eine Realschule, wo er zwei Klassen absolvierte. Nach dem Besuch der Realschule setzte Kratochvíl seine Ausbildung an der Staats-Gewerbe-Schule in Prag fort. Er war in der Folge beruflich als Schlossermeister in Žižkov bei Prag tätig, dass 1922 nach Prag eingemeindet wurde. Kratochvíl engagierte sich im politischen Bereich als Mitglied des Stadtrates von Žižkov und war zudem Mitglied der Handels- und Gewerbekammer in Prag. Des Weiteren war er Mitglied des Gewerbe-Förderungs-Beirats im Handelsministerium sowie des Ausschusses des Landesverbandes der böhmischen Gewerbe-Genossenschaft in Prag. Kratochvíl trat bei der Landtagswahl 1901 im Stadtwahlkreis Rychnov an und war in der Folge bis 1908 eine Landtagsperiode lang Abgeordneter des Böhmischen Landtags. 1901 trat er für die Jungtschechen auch bei der Reichsratswahl an, wobei er im Wahlkreis der Allgemeinen Wählerklasse für die Region Pisek, Mirovic, Wodnan etc. antrat und die Wahl dort gewann. Er wurde im Jänner 1901 angelobt und konnte sein Mandat in unterschiedlichen Wahlkreisen bis zum Ende des Reichsrates im Jahr 1918 halten. Bei der Reichsratswahl 1907 gewann er die Wahl im Wahlbezirk Böhmen 20 in der Stichwahl gegen einen Kandidaten der Tschechischen Sozialdemokraten, im Jahr 1911 konnte er sich im Wahlbezirk Böhmen 29 in der Stichwahl ebenfalls gegen einen Kandidaten der Sozialdemokraten durchsetzen. Im Abgeordnetenhaus wirkte er lange Jahre als Mitglied im Gewerbeausschuss sowie in weiteren Ausschüssen. Kratochvíl starb 1932 in Prag.